# Merig
Merig (anteriormente conocida como Isla Sainte Claire) es una pequeña isla situada 20 km al este de Gaua, en las islas Banks al norte de Vanuatu. La isla es de unos 800 metros de ancho, y tiene una circunferencia de 2,2 km. Pertenece a la provincia de Torba.
La población de Merig está compuesta solo por 12 personas.
Hablan el idioma mwerlap, el de la vecina isla de Mere Lava.